# Torrent (Valencia)
Torrent (valenciaiul; spanyolul Torrente) város Spanyolországban, Valencia tartományban. Torrent Alaquàs, Alcàsser, Aldaia, Catarroja, Godelleta, Montserrat, Picanya, Picassent, Turís és Chiva községekkel határos. Lakosainak száma 89 401 fő (2024).

## Népesség
A település népessége az utóbbi években az alábbiak szerint változott:
| Lakosok száma | 65 538 | 71 314 | 75 131 | 78 543 | 81 402 | 80 551 | 80 630 | 82 208 | 85 142 | 89 401 |
|               | 2001   | 2004   | 2007   | 2009   | 2012   | 2014   | 2017   | 2019   | 2022   | 2024   |